# Кристен Бел
Кристен Ен Бел (енгл. Kristen Anne Bell; Хантингтон Вудс, 18. јул 1980) је америчка глумица и певачица најпознатија по улози у серији Вероника Марс. Такође је играла веће улоге у серијама Хероји и Фабрика лажи, а била је и нараторка Трачаре. Позајмила је глас у Дизнијевом филму Залеђено краљевство, као и у популарној видео игри Assassin's Creed. Филмској публици позната је по улогама у комедијама Преболети Сару Маршал, Обожаваоци, А кад брак није лак, Опет ти и Кад си у Риму.

## Филмографија
| Филмови             |                                          |                               |                     |                       |
| Година              | Српски назив                             | Изворни назив                 | Улога               | Напомене              |
| 2013                | Залеђено краљевство                      |                               | принцеза Ана (глас) |                       |
| 2014                | Вероника Марс                            |                               | Вероника Марс       |                       |
| 2016                | Опасне маме                              |                               | Кики                |                       |
| 2017                | Опасне маме 2: Божић                     |                               | Кики                |                       |
| 2019                | Залеђено краљевство 2                    |                               | принцеза Ана (глас) |                       |
| 2023                | Патролне шапе: Моћни                     |                               | Џенет (глас)        |                       |
| 2023                | Било једном у студију                    |                               | принцеза Ана (глас) |                       |
| Телевизијске серије |                                          |                               |                     |                       |
| 2003                | Прљава значка                            |                               | Џесика Хинтел       | епизода The Quick Fix |
| 2004—2019           | Вероника Марс                            |                               | Вероника Марс       | главна улога          |
| 2007–2008           | Хероји                                   |                               | Ели Бишоп           | 12 епизода            |
| 2007–2012           | Трачара                                  |                               | Трачара (глас)      | 121 епизода, наратор  |
| 2013–2014           | Паркови и рекреација                     |                               | Ингрид де Форест    | 3 епизоде             |
| 2016—2020           | Добро место                              |                               | Еленор Шелстроп     | главна улога          |
| 2022                | Жена у кући прекопута девојке на прозору |                               | Ана Витакер         | главна улога          |
| 2024—данас          | Нико ово не жели                         |                               | Џоана               | главна улога          |
| Видео игре          |                                          |                               |                     |                       |
| 2007                |                                          | Assassin's Creed              | Луси Стилман        |                       |
| 2009                |                                          | Assassin's Creed II           | Луси Стилман        |                       |
| 2010                |                                          | Assassin's Creed: Brotherhood | Луси Стилман        |                       |